# Hwayugi
Hwayugi (hangul: 화유기) é uma telenovela sul-coreana exibida pela emissora tvN de 23 de dezembro de 2017 a 4 de março de 2018, com um total de vinte episódios. É estrelada por Lee Seung-gi, Cha Seung-won, Oh Yeon-seo, Lee Hong-gi e Jang Gwang. Escrita pelas irmãs Hong, A Korean Odyssey é um spin-off "moderno" do romance Chinês Jornada ao Oeste. 

## Sinopse
Em 2017, Son Oh-Gong e Ma-Wang/Rei Demônio Woo estão em conflito enquanto procuram uma verdadeira luz em um mundo escuro, onde o mal prospera. Tendo feito um contrato com Seon-mi, de 25 anos, autorizando a procurar a ajuda de Son Oh-Gong quando ela o chama em troca de deixá-lo livre, os dois se encontram novamente em um encontro fatídico. A partir daí, Son Oh-Gong está vinculado ao seu papel protetor para Seon-mi, a menina que conheceu há anos.

## Elenco

### Principal
- Lee Seung gi como Son Oh-gong (baseado em Sun Wukong)[1]

Um imortal extremamente poderoso que foi exilado para o mundo humano com seus poderes selados, devido à sua natureza travessa e orgulhosa. Jin Seon-mi é o amor de sua vida. Ele possui muitos poderes, como pirocinese, levitação, telecinesia e prisão corporal. 
- Cha Seung-won como Woo Hwi-chul / Woo-Ma Wang (Rei demônio Woo na versão brasileira pela Netflix) (baseado no Bull Demon King)[2][3]

CEO da Lucifer Entertainment. Um homem de negócios gentil e carismático, ele é objeto de inveja devido à sua popularidade. Ele tem uma história ruim com Son Oh-gong no passado, e agora busca chances de se tornar uma divindade através da coleta de pontos, a fim de mudar o destino da mulher que ele ama. Ele tem poderes sobrenaturais que podem afetar Son Oh-gong. 
- Oh Yeon-seo como Jin Seon-mi / Sam-jang (baseado em Tang Sanzang)[4]

Uma CEO imobiliária que revende casas que notoriamente são mal-assombradas. Ela é rica, bonita e tem uma tenacidade inflexível. Quando ela era criança, foi excluída  por seus familiares e colegas. Ela conhece Ma-wang/Rei Demônio Woo e libera Son Oh-gong de sua prisão, e mais tarde o encontra novamente pelo destino. Ela é afastada por Oh-gong inicialmente, mas acaba desfrutando de sua companhia, e ele finalmente se torna o amor de sua vida. Ela tem a habilidade de ver fantasmas.
- - Kal So-won como Jin Seon-mi jovem

- Lee Hong-gi como P. K / Jeo Pal-gye (baseado em Zhu Bajie)[5]

Uma das principais estrelas da agência de Woo Hwi-chul/Rei Demônio Woo. Ele tem o poder de seduzir mulheres e suga a força da vida delas. Ele é um demônio porco. 
- Jang Gwang como Yoon Dae-sik / Sa Oh-jeong (Sr.Sa na versão brasileira pela Netflix)  (baseado em Sha Wujing)[6]

CEO da MSUN, uma empresa que fabrica celulares.

### Recorrente
- Lee Se-young como Jung Se-ra / Jin Bu-ja / Ah Sa-nyeo (Jin "Rica" na versão brasileira pela Netflix) (baseado em Baigujing)[7]

Uma trainee contratada pela agência de Woo Hwi-chul/Rei Demônio Woo. Ela é uma zumbi que está apodrecendo. 
- Lee El como Ma Ji-young  (Srta. Ma na versão brasileira pela Netflix)[8]

A secretária de Woo Hwi-chul/Rei Demônio Woo e seguidora número um. Ela é um demônio cachorro. 
- Song Jong-ho como Kang Dae-sung[9]

Um político que é candidato à eleição presidencial e é popular entre as eleitoras por sua boa aparência e seu caráter gentil. 
- Kim Sung-oh como Lee Han-joo[10]

Um corretor que trabalha com Jin Seon-mi.
- Sung Hyuk como General Dong / Fada Ha (General Invernal e Maga Veranil na versão brasileira pela Netflix) [11]

Duas almas em um corpo, onde o General Dong /Invernal é o conselheiro de Son Oh-gong, dono de uma sorveteria durante o dia, enquanto a Fada Há/ Maga Veranil é uma mulher calorosa e social, dona de um bar à noite, oferecendo um ouvido atento aos demônios e à Sam-jang. 
- Sung Ji-ru como Soo Bo-ri

- Yoon Bo-ra como Alice / Ok-ryong (Dragão de Jade na versão brasileira pela Netflix) (baseada em Cavalo Dragão Branco)[)[12]

Uma das principais estrelas da agência de Woo Hwi-chul. Ela involuntariamente vive como o Dragão de Jade, o segundo filho de um dos quatro reis dragões.
- Sung Ji-ru como Soo Bo-ri

Uma divindade que conhece os propósitos do plano celestial e ajuda Woo Ma-wang/Rei Demônio Woo a conseguir os pontos necessários a serem acumulados para que ele alcance seu objetivo de ser uma divindade.
- Jung Jae-won/One (rapper) como Hong Hae-ah [13]

Um jovem misterioso que Woo Ma-wang/Rei Demônio Woo suspeita ser seu filho que também é neto de uma mascate.
- Im Ye-jin como Mascate (baseado em Guanyin)

### Estendido
- Park Sang-hoon como Eun-sung
- Jung Jae-eun como Tia materna
- Kang Sang-pil como Gangster[14]
- Lee Yong-lee como avó de Jin Seon-mi
- Son Young-soon como Vendedor de rua
- Seo Yoon-a como Mi-joo
- Baek Seung-hee como o Boneco de Madeira Fantasma da Noiva
- Min Sung-wook como Saekjungki
- Park Seul-gi como Repórter

### Participação especial
- Kim Ji-soo, como Na Chal-nyeo (baseada em Princesa de Ferro) (Ep. 5, 13-14) [15]

O primeiro amor e esposa de Woo Hwi-chul/Rei Demônio Woo, que está cumprindo seu castigo por roubar almas de crianças humanas para seu filho.
- Michael K. Lee como Jonathan (Ep. 6-8, 10, 12, 15-16) [16]

O primeiro amor de Jin Seon-mi.
- Kim Yeon-woo como jurado do programa "Superstar" Kim Yeon-woo (Ep 1)
- Yoo Yeon-jung (do Cosmic Girls) como Da-in (Ep 1)[17]
- Jang Keun-suk como Gong Jak (Ep 3)
- Bang Sujin (do Wassup) como Sereia (Ep 7)
- Lee So-yeon como Vendedora de Livros (Ep 9-10)
- Seo Eun-woo, como Fada Ha/Maga Veranil (Ep 15)
- Oh Yeon-ah como Egret (Ep 16)

## Produção
Foi oferecido à Park Bo-gum o papel principal Son Oh-gong em julho de 2017, mas eventualmente recusado. Choo Ja-hyun foi originalmente escalado para o papel de Na Chal-nyeo, mas foi substituído por Kim Ji-soo devido à sua gravidez.
A série reúne Cha Seung-won, Lee Seung gi, e Lee Hong-gi com as irmãs Hong, que trabalharam juntos nas séries televisivas The Greatest Love (2011), My Girlfriend Is a Nine-Tailed Fox (2010) e You're Beautiful (2009) respectivamente. Ele também reuniu as irmãs Hong e o diretor Park Hong-kyun, que trabalharam juntos em Warm and Cozy (2015) e The Greatest Love (2011). Ele também reúne Lee e Cha que estrelaram juntos You're All Surrounded (2014).
No dia 27 de dezembro, foi anunciado que o diretor Kim Jung-hyun iria juntar-se a produção. Um terceiro diretor, Kim Byung-soo foi adicionado para a produção em 5 de janeiro de 2018.

## Recepção
De acordo com dados divulgados pela Nielsen Korea, Hwayugi classificou o show mais assistido de seu intervalo de tempo, incluindo canais de transmissão por cabo e público para o seu episódio de estreia. Além disso, a série quebrou o recorde de classificações mais altas para o primeiro episódio de um drama da tvN no segmento de audiência-alvo da Nielsen Korea de 20 a 49 anos.

## Controvérsia
Em 24 de dezembro, a transmissão do episódio 2 foi repetidamente interrompida por anúncios comerciais longos, durante os quais a tvN mostrou uma mensagem afirmando que há "problemas internos atrasados no broadscast". A transmissão então retomou, mas depois foi cortada abruptamente. A TVN emitiu uma desculpa afirmando que houve "um atraso no processo de gráficos por computador" e que "a versão finalizada do episódio 2 está configurada para o ar em 25 de dezembro às 6h10 da manhã (KST)".
1. O show sofreu outra controvérsia quando foi revelado que um membro da equipe estava gravemente ferido depois de cair no set.[27]